# Срчана синкопа
Срчана синкопа је краткотрајни губитак свести узрокована срчаним поремећајима. Овај пролазни поремећај свести, који се може јавити и код различитих болести, може бити доброћудни (бенигни), али може бити и једини симптом који доводи до изненадне срчане смрти.
Јавља се код једне трећине старијих пацијена  са синкопом,   и карактерише се већим морбидитетом и високим морталитетом (18-33% годишње).
Кардијалну синкопу треба узети у обзир када је стандарсни ЕКГ абнормалан или је присутна систолна дисфункција леве срчане коморе.  Како преваленција срчаних болести (укључујући структурне болести срца и аритмије), драматично расте са годинама тако расте и учесталост срчане синкопе

## Епидемиологија
Јавља се релативно често у свим старосним групама, у распону од 15% код деце испод 18 година до 23% код старијих пацијената старијих од 70 година.  Преваленција и инциденца синкопе расте са старењем,  са стопом рецидива од 30%.
Кардиогена синкопа, са средњом преваленцијом од 22% у општој популацији, је дефинисана као синдром у којем „покретање нервног рефлекса доводи до обично самоограничене епизоде системске хипотензије коју карактеришу и брадикардија (асистола или релативна брадикардија) и периферна вазодилатација.”

## Етиопатогенеза
Синкопа је чешћа код старијих особа него у било којој другој старосној групи. Физиолошка оштећења срчаног ритма, крвног притиска, барорефлексне осетљивости и церебралног крвотока повезана са узрастом, у комбинацији са већом преваленцом коморбидних поремећаја и пратећим лековима, узрокују повећану осетљивост старијих особа на синкопу.  Кардиоваскуларни фактори ризика се све више препознају као кључни покретачи деменције, са огромним потенцијалом за рано откривање и интервенцију. Један такав могући фактор ризика је брадијаритмија. Успешне интервенције за кардиоваскуларне поремећаје који изазивају синкопу код старијих имају шире импликације од контроле синкопалних догађаја и укључују смањење падова и могуће превенцију или модификацију когнитивног оштећења и деменције.

### Срчани узроци
- Структурна срчана или кардиопулмонална болест (аортна стеноза, митрална стеноза, плућна стеноза, миксом леве преткоморе, дисекција аорте, акутни инфаркт миокарда, тампонада срца, плућна емболија, опструктивна кардиомиопатија)

- Срчане аритмије (тахиаритмије, брадијаритмије)

- Неурално посредован синкопални синдром (укључује неурокардиогену или вазовагалну синкопу, синкопу каротидног синуса и ситуациону синкопу)

- Ортостатска (или постурална) хипотензија

## Клиничка слика
Срчану синкопу карактерише мало или нимало продрома, појава у лежећем положају или током вежбања и повезаност са палпитацијама или болом у грудима.
Међутим, старији пацијент  се може да не сећа ових симптома јер блест срца је независни предиктор срчане синкопе – осетљивост 95% и специфичност 45%.
Иако је презентација срчане синкопе слична оној код других типова синкопе, губитку свести код пацијената са срчаном синкопом могу претходити продроми као што су мучнина, дијафореза, вртоглавица, замагљен вид, главобоља, лупање срца, парестезија и бледило, који се обично јављају у усправном положају (са померањем наниже 300-800 мл крви) и нестају скоро одмах када пацијент заузме положај на леђима.
Поред тога, након опоравка, пацијенти са неурокардиогеном синкопом могу да се жале на осећај „празнине“ и умора.
Процена симптома и стања може дати трагове о могућем узроку синкопе. Синкопа након кашља, дефекације и мокрења указује на ситуациону синкопу; синкопа повезана са болом у грлу или лицу (глософарингеална или тригеминална неуралгија) указује на неурално посредовану синкопу са неуралгијом; а синкопа након бола, страха или штетних стимуланса сугерише кардиогену синкопу.
Синкопа каротидног синуса може се јавити ротацијом или окретањем главе или притиском на каротидни синус (на пример, након масаже каротида, бријањем, уском крагном око врата, или компресија тумора).

## Дијагноза
Темељна процена повезаних симптома, окружења, лекова и породичне историје и физички преглед често дају важне назнаке узрока и помажу у вођењу основног тестирања. Међутим, анамнеза и физички преглед нису дијагностички код више од 50% пацијената са кардиогеном синкопом.
Структурне болести срца и срчане аритмије се морају искључити, посебно код старијих људи, који имају већу инциденцу синкопе.
Златни стандард за дијагнозу срчане синкопе је корелација симптома и ритма, или истовремени ХР и снимање ритма током синкопе. Праћење срца такође може да идентификује дијагностичке абнормалности, као што су асистола дужа од 3 секунде и брза суправентрикуларна (СВТ) или вентрикуларна тахикардија (ВТ).
Одсуство аритмије током забележеног синкопалног догађаја искључује аритмију као узрок осим ако није узрок. код пацијента који има двоструку дијагнозу. Код пацијената старијих од 40 година са рекурентном необјашњивом синкопом који немају структурну болест срца или абнормални ЕКГ, узрок синкопе је брадикардија у преко  50 % случајева.

### Процена синкопе
Бројни фактори везани за узраст ометају процену синкопе код старијих особа. Примери укључују:
(1) више могућих дијагноза које се могу приписати синкопи;
(2) полифармација; 
(3) кардиоваскуларни и цереброваскуларни коморбидитет;
(4) амнезија због губитка свести; 
(5) недостатак исказа сведока;
(6) синкопални догађаји који се представљају као падови; 
(7) коегзистентно когнитивно оштећење и деменција. 

### Електрофизиолошка студија
Електрофизиолошка студија је индикована код старијих неслабих пацијената са синкопом када се сумња на срчану аритмију. Дијагноза се заснива на потврди индуцибилне аритмије или поремећаја проводљивости.  Корист зависи од вероватноће пре тестирања на основу присуства органске болести срца или абнормалног ЕКГ-а.
Електрофизиолошка студија има предност што пружа и дијагнозу и лечење у истој сесији (нпр. транскатетерска аблација).  Најефикаснији је за идентификацију дисфункције синусног чвора у присуству значајне синусне брадикардије од 50 бпм или мање; предвиђање предстојећег атриовентрикуларног (АВ) блока високог степена код пацијената са бифасцикуларним блоком; индуцибилна мономорфна ВТ (код пацијената са претходним инфарктом миокарда и индуцибилна СВТ са хипотензијом код пацијената са палпитацијама.

## Диференцијална дијагноза
Диференцијална дијагноза укључује преосетљивост каротидног синуса и ортостатску хипотензију.

## Терапија
Лечење срчане синкопе има за циљ да:
- спречи морбидитет и продужи животни век,

- спречи физичке повреде,

- смањи новчане трошкове понављајућих синкопалних догађаја

- спречи изненадну срчану смрт.[41]

Лечење срчане синкопе увелико варира и у суштини се заснива на управљању специфичним стањем које је изазвало синкопални догађај. 

## Прогноза
Пацијенти са узнапредовалом срчаном инсуфицијенцијом и синкопом, међутим, имају 45% једногодишњи морталитет.
Пацијенти са срчаном синкопом такође имају већу вероватноћу да ће имати поновљене синкопалне догађаје са процењеном стопом рецидива од 33% у року од 3 године. Понављајућа синкопа може погоршати квалитет живота пацијента, посебно ако синкопални догађаји доводе до прелома костију, интракранијалног крварења или других трауматских повреда.
Кардијалну синкопу често први идентификују пружаоци примарне здравствене заштите и клиничари хитне помоћи. Пошто се лечење срчане синкопе разликује, важно је упутити пацијента на коначан преглед. 
Висока клиничка сумња и ефикасна комуникација између пружаоца хитне помоћи и примарне здравствене заштите морају осигурати да пацијент добије адекватну обраду. Специјална медицинска сестра за кардиологију и хитне случајеве помаже клиничком тиму да прати срчане ритмове и одмах пријави аномалије. Медицинска сестра такође игра суштинску улогу у едукацији пацијента о продромалним симптомима и могућим компликацијама, тако да пацијент тражи медицинску негу када је то потребно. Фармацеут за срце је критичан у оптимизацији листе лекова за пацијента и нуди алтернативе тиму примарне здравствене заштите када лекови могу да предиспонирају пацијента на аритмије. Сараднички интерпрофесионални тим може ефикасно и ефикасно дијагностиковати и управљати срчаном синкопом, побољшавајући негу пацијената и смртност.